# إشارات جي بي إس

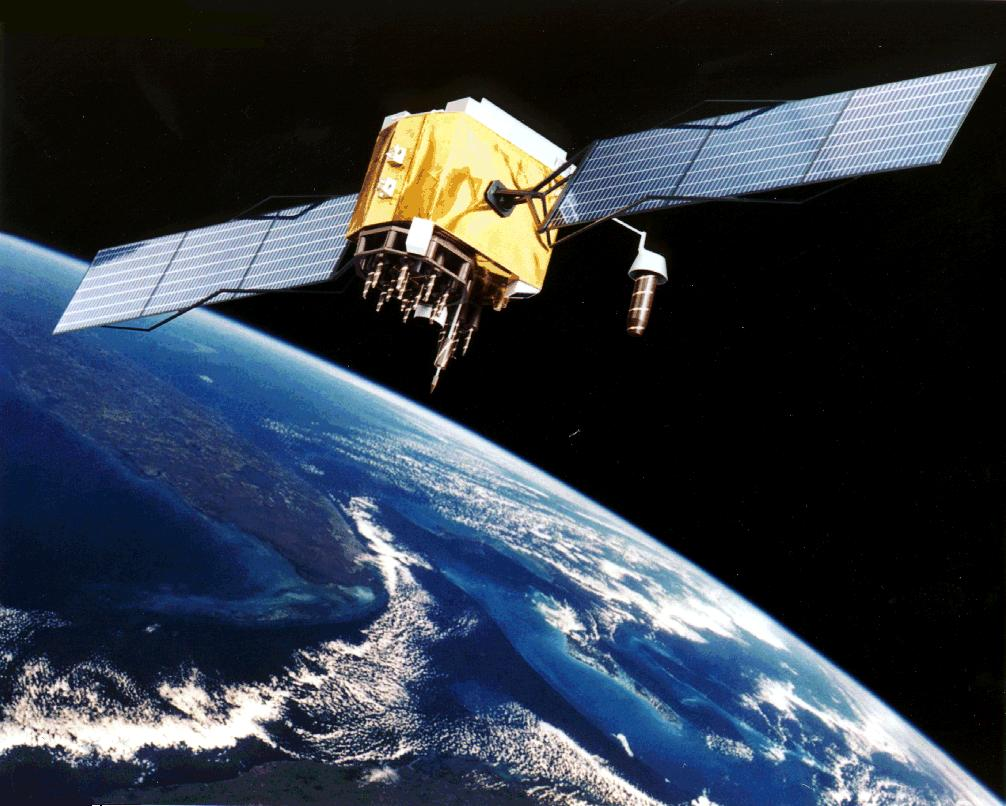
تصور فني لقمر GPS Block II-F في مدار الأرض.

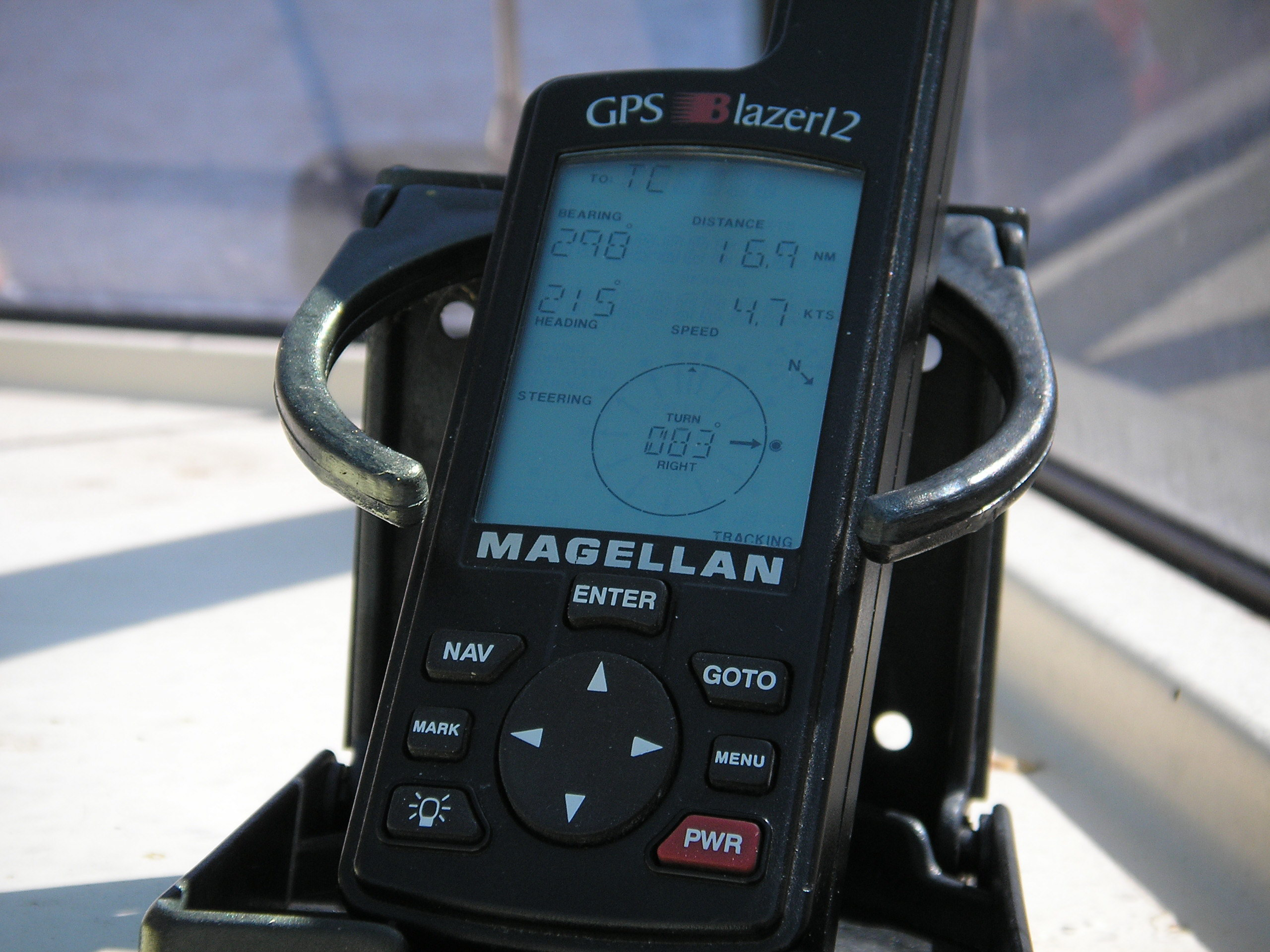
جهاز استقبال GPS مدني (" جهاز الملاحة المستقبل ") في تطبيق بحري.

تبث أقمار النظام العالمي لتحديد المواقع (GPS) إشارات الميكروويف لتمكين مستقبلات GPS على سطح الأرض أو بالقرب منه لتحديد الموقع والوقت، واستخلاص السرعة. يتم تشغيل هذا النظام من قبل وزارة الدفاع الأمريكية (DoD) لاستخدامه من قبل كل من الجيش والجمهور العام.
إشارات الجي بي إس والتي تتضمن إشارات المدى، تستخدم لقياس المسافة إلى القمر الصناعي، ورسائل الملاحة. تتضمن رسائل الملاحة بيانات التقويم الفلكي المستخدمة لحساب موقع كل قمر صناعي في المدار، ومعلومات حول وقت وحالة كوكبة الأقمار الصناعية بأكملها، والتي تسمى التقويم.
هناك أربع إشارات متاحة للاستخدام المدني. حسب تاريخ التقديم، وهي: L1 C/A و L2C و L5 و L1C. L1 C/A وتسمى أيضًا بالإشارة القديمة ويتم بثها بواسطة جميع الأقمار الصناعية. تسمى الإشارات الأخرى إشارات حديثة ولا يتم بثها بواسطة جميع الأقمار الصناعية. بالإضافة إلى ذلك، هناك إشارات مقيدة ذات ترددات ومعدلات شرائح منشورة ولكن تشفير مشفر مخصص لاستخدامه فقط من قِبل الأطراف المعتمدة. لا يزال بعض الاستخدام المحدود للإشارات المقيدة من قبل المدنيين دون فك التشفير؛ وهذا ما يسمى الوصول عديم الشفرة وشبه الشفرة ، ويدعم رسميا.
ويرد وصف لواجهة المستخدم (مستقبلات GPS) في مستندات التحكم في الواجهة (ICD) . يتم وصف تنسيق الإشارات المدنية في مواصفات الواجهة (IS) التي تعد مجموعة فرعية من مستندات التحكم في الواجهة (ICD).

## خصائص مشتركة
ترسل أقمار GPS (تسمى المركبات الفضائية في مستندات مواصفات واجهة GPS) في وقت واحد العديد من رموز النطاق وبيانات الملاحة باستخدام مفتاح الانتقال ثنائي الطور (BPSK). يتم استخدام عدد محدود فقط من الترددات المركزية؛ تتميز الأقمار الصناعية التي تستخدم نفس التردد باستخدام رموز مدى مختلفة؛ وبعبارة أخرى، يستخدم نظام تحديد المواقع وصول متعدد بتقسيم الترميز.وتسمى رموز النطاق أيضًا رموز التقطيع (بالإشارة إلى CDMA / DSSS) و تسلسل الضوضاء الكاذبة والتسلسلات الثنائية العشوائية الكاذبة (في إشارة إلى إمكانية التنبؤ بها، ولكنها تشبه الضوضاء إحصائيًا).
ترسل بعض الأقمار الصناعية عدة تدفقات BPSK على نفس التردد في التعامد، في شكل من أشكال التضمين المطالي المتعامد. ومع ذلك، على عكس أنظمة QAM النموذجية حيث يتم تقسيم تيار بت واحد في دفقين بتات نصف معدل الرموز لتحسين الكفاءة الطيفية، في إشارات GPS، يتم تشكيل مكونات الطور والتربيع بواسطة تدفقات بت منفصلة (لكن مرتبطة وظيفياً).
يتم التعرف على الأقمار الصناعية بشكل فريد من خلال رقم تسلسلي يسمى رقم مركبة الفضاء (SVN) والذي لا يتغير خلال حياته. بالإضافة إلى ذلك، يتم ترقيم جميع الأقمار الصناعية العاملة بمعرف مركبة فضائية (معرف الهوية) ورقم الضوضاء العشوائية المزيفة (رقم PRN) الذي يحدد بشكل فريد رموز النطاق التي يستخدمها القمر الصناعي. توجد مراسلات فردية ثابتة بين معرفات SV وأرقام PRN الموضحة في مواصفات الواجهة. 

## إشارات GPS
يحتوي التصميم الأصلي لنظام تحديد المواقع العالمي (GPS) على كودين: كود C/A، والذي يتوفر مجانًا للجمهور، والرمز المقيد للدقة (P)، المخصص عادةً للتطبيقات العسكرية.

### رسالة الملاحة
| إطار الدعم | الأمر | وصف                                                      |
| ---------- | ----- | -------------------------------------------------------- |
| 1          | 1-2   | أوامر القياس عن بعد والتسليم (TLM وHOW)                  |
| 1          | 3-10  | ساعة القمر الصناعي، علاقة وقت GPS                        |
| 2-3        | 1-2   | أوامر القياس عن بعد والتسليم (TLM وHOW)                  |
| 2-3        | 3-10  | التقويم الفلكي (مدار قمر صناعي دقيق)                     |
| 4-5        | 1-2   | أوامر القياس عن بعد والتسليم (TLM وHOW)                  |
| 4-5        | 3-10  | عنصر التقويم (ملخص شبكة الأقمار الصناعية، تصحيح الاخطاء) |

بالإضافة إلى رموز المدى PRN، يحتاج المستقبل إلى معرفة وقت وموقع كل قمر صناعي نشط. يقوم نظام تحديد المواقع العالمي (GPS) بتشفير هذه المعلومات في رسالة الملاحة ويقوم بتعديلها على كل من رموز المدى C/A و (P (Y عند 50 بت/ثانية. يسمى تنسيق رسالة التنقل الموضح في هذا القسم بيانات LNAV (للملاحة القديمة).

#### تحديث البيانات
يتم تحديث بيانات القمر الصناعي عادة كل 24 ساعة، مع تحميل ما يصل إلى 60 يوماً من البيانات في حالة حدوث خلل في القدرة على إجراء التحديثات بانتظام. عادة ما تحتوي التحديثات على الرزنامة الجديدة، مع تحميل تقويم جديد بشكل أقل تواتراً. يضمن قسم التحكم أنه خلال العمليات العادية سيتم تحميل تقويم جديد كل 6 أيام على الأقل.
تبث الأقمار الصناعية التقويم الفلكي الجديد كل ساعتين. إن التقويم الفلكي صالح بشكل عام لمدة 4 ساعات، مع أحكام للتحديثات كل 4 ساعات أو أكثر في ظروف غير رمزية. أصبح الوقت اللازم لاكتساب التقويم الفلكي عنصراً مهماً من عناصر التأخير في تحديد مكان الموضع الأول، لأنه مع زيادة قدرة جهاز الاستقبال، يتقلص وقت قفل إشارات الأقمار الصناعية؛ ومع ذلك، فإن بيانات التقويم الفلكي تتطلب 18 إلى 36 ثانية قبل استلامها، بسبب انخفاض معدل نقل البيانات.

### معلومات التردد

إشارة البث اللاسلكي لـ GPS.

لكي تنتقل أكواد النطاق ورسالة الملاحة من القمر الصناعي إلى المستقبل، يجب تضميتهاا على موجة حاملة. في حالة تصميم GPS الأصلي، يتم استخدام ترددين؛ واحد في 1575.42 ميغاهيرتز (10.23   MHz × 154) تسمى L1؛ والثانية الساعة 1227.60 ميغاهيرتز (10.23ميغاهيرت×120)، تدعى L2.

## التحديث وإشارات GPS الإضافية
بعد أن وصل إلى القدرة التشغيلية الكاملة في 17 يوليو 1995  أكمل نظام GPS أهداف التصميم الأصلية. ومع ذلك، أدت التطورات الإضافية في التكنولوجيا والطلبات الجديدة على النظام الحالي إلى بذل الجهود من أجل «تحديث» نظام GPS. وقد أعلنت إعلانات نائب الرئيس والبيت الأبيض في عام 1998 عن بداية هذه التغييرات، وفي عام 2000، أعاد الكونجرس الأمريكي تأكيد هذا الجهد، المشار إليه باسم GPS III .

### الملامح العامة

مثال مرئي لكوكبة GPS المتحركة مع دوران الأرض. لاحظ كيف يتغير عدد الأقمار الصناعية المرئية من نقطة معينة على سطح الأرض، في هذا المثال عند 45° شمالًا، مع مرور الوقت.

تشتمل الإشارات المدنية المحدّثة لنظام تحديد المواقع العالمي (GPS) على تحسينين عامين على نظيراتها القديمة: أداة مساعدة في الحصول على المساعدة (Dataless) وترميز تصحيح الأخطاء الأمامي (FEC) لرسالة NAV.
مساعدة اكتساب dataless هي إشارة إضافية، تسمى الناقل الرائد في بعض الحالات، يتم بثها بجانب إشارة البيانات. تم تصميم إشارة dataless هذه لتكون أسهل في الحصول عليها من البيانات المشفرة، وعند النجاح في الحصول عليها، يمكن استخدامها للحصول على إشارة البيانات. تعمل هذه التقنية على تحسين الحصول على إشارة GPS وتعزز مستويات الطاقة عند الارتباط.
التقدم الثاني هو استخدام ترميز تصحيح الخطأ الأمامي (FEC) على رسالة NAV نفسها. بسبب بطء معدل نقل بيانات NAV (عادةً 50 بت في الثانية)، يمكن أن يكون لانقطاعات صغيرة تأثيرات كبيرة محتملة. لذلك، FEC على رسالة NAV هو تحسن كبير في متانة إشارة الشاملة.

### L2C
كان من بين الإعلانات الأولى إضافة إشارة جديدة للاستخدام المدني، يتم إرسالها على تردد غير التردد L1 المستخدم للإشارة الخشنة / الاستحواذ (C / A). في النهاية، أصبحت هذه إشارة L2C ، تسمى بذلك لأنها تبث على تردد L2. نظرًا لأنه يتطلب أجهزة جديدة على متن القمر الصناعي، فإنه لا يتم إرساله إلا من خلال ما يسمى بلوك IIR-M والأقمار الصناعية المصممة لاحقًا. تتمثل مهمة إشارة L2C في تحسين دقة الملاحة وتوفير إشارة تتبع سهلة والعمل كإشارة زائدة في حالة حدوث تداخل موضعي.

#### رسالة الملاحة CNAV
| البتات  | معلومات                    |
| ------- | -------------------------- |
| 1-8     | مقدمة                      |
| 9-14    | PRN إرسال الأقمار الصناعية |
| 15-20   | معرف نوع الرسالة           |
| 21-37   | عدد TOW المقطوع            |
| 38      | علم التنبيه                |
| 277-300 | فحص دوري التكرار           |

| اكتب معرف    | وصف                               |
| ------------ | --------------------------------- |
| 10-11        | التقويم الفلكي والصحة             |
| 12 و 31 و 37 | معلمات التقويم                    |
| 13-14، 34    | تصحيح التفاضلية                   |
| 15، 36       | رسائل نصية                        |
| 30           | الأيونوسفير وتصحيح تأخير المجموعة |
| 32           | معلمات اتجاه الأرض                |
| 33           | معلمات UTC                        |
| 35           | GPS / GNSS إزاحة الوقت            |

## إزالة التشكيل وفك التشفير

إزالة وفك تشفير إشارات الأقمار الصناعية لنظام تحديد المواقع العالمي (GPS) باستخدام الكود الذهبي الخشن / الاستحواذ.

يعالج مستقبل GPS إشارات GPS المستقبلة على الهوائي الخاص به لتحديد الموضع والسرعة و / أو التوقيت. يتم تضخيم الإشارة في الهوائي، ويتم تحويلها لأسفل إلى تردد أساسي أو تردد متوسط، ويتم تصفيتها (لإزالة الترددات خارج نطاق التردد المقصود للإشارة الرقمية التي من شأنها أن تكون مستعارة فيه) ورقمنتها؛ قد يتم ربط هذه الخطوات بترتيب مختلف. لاحظ أن الاسم المستعار يكون مقصودًا في بعض الأحيان (على وجه التحديد، عند استخدام الاختزال تحت أخذ العينات) ولكن التصفية لا تزال مطلوبة لتجاهل الترددات غير المقصود أن تكون موجودة في التمثيل الرقمي.
بالنسبة لكل قمر صناعي يستخدمه المستقبِل، يجب على المستقبِل أولاً الحصول على الإشارة ثم تعقبها طالما كان القمر الصناعي قيد الاستخدام؛ يتم إجراء كلاهما في المجال الرقمي في معظم أجهزة الاستقبال (إن لم تكن كلها).
الحصول على إشارة هو عملية تحديد التردد وطور الكود (كلاهما يتعلق بوقت الاستقبال) عندما يكون غير معروف من قبل. يجب تحديد مرحلة الكود في دقة تعتمد على تصميم المستقبل (خاصة حلقة التعقب).
التعقب هو عملية الضبط المستمر للتردد والمراحل المقدرة لمطابقة الإشارة المستقبلة في أقرب وقت ممكن، وبالتالي فهي حلقة مقفلة الطور. لاحظ أنه يتم إجراء الاستحواذ للبدء في استخدام قمر صناعي معين، ولكن يتم إجراء التتبع طالما أن القمر الصناعي قيد الاستخدام.
في هذا القسم، تم وصف أحد الإجراءات الممكنة لاقتناء وتتبع L1 C/A ، لكن العملية مشابهة جدًا للإشارات الأخرى. يعتمد الإجراء الموصوف على حساب ارتباط الإشارة المستقبلة مع نسخة متماثلة تم إنشاؤها محليًا لرمز النطاق واكتشاف أعلى قمة أو أدنى قاع. يحتوي إزاحة أعلى قمة أو أدنى قاع على معلومات حول مرحلة الكود بالنسبة إلى وقت المستقبل. يتم تعيين مدة النسخة المتماثلة المحلية حسب تصميم جهاز الاستقبال وعادة ما تكون أقصر من مدة بتات بيانات التنقل، وهي 20  ميللي ثانية.

### استحواذ
يمكن تصور الحصول على رقم PRN معيّن على أنه البحث عن إشارة في مساحة بحث ثنائية الاتجاه حيث تكون الأبعاد (1) طور الكود، (2) التردد. بالإضافة إلى ذلك، قد لا يعرف جهاز الاستقبال رقم PRN الذي سيتم البحث عنه، وفي هذه الحالة يتم إضافة بُعد ثالث إلى مساحة البحث: (3) رقم PRN.